# Markinch (Saskatchewan)
Markinch es un pueblo canadiense situado en la provincia de Saskatchewan.

## Superficie
Markinch tiene una superficie de 0,68 km².

## Demografía
En 2021, tenía 55 habitantes, una densidad poblacional de 81,4 hab./km², y 31 viviendas.